# Gonow Minivan
Der Minivan war ein Minivan der chinesischen Automarke Gonow und wurde ab 2008 für den chinesischen Heimatmarkt produziert. 
Angeboten wurde der Minivan in zwei Basisversionen. So war zwischen STD und Luxury zu unterscheiden. Auf Wunsch konnte der Minivan in beiden Modellversionen mit OBD ausgeliefert werden. Als Standard galten Nebelleuchten, Radio, MP3-Anschluss, Lautsprecher (zwei bis vier) und eine umklappbare mittlere Sitzreihe. Der Minivan bot je nach Version vier oder sieben Personen Platz. Beim Luxury wurde zusätzlich noch ein CD-Spieler und elektronisch bedienbare Seitenscheiben als Standard geboten.
Als Motorisierung setzte Gonow zwei verschiedene Ottomotoren ein. Verbaut wurden Motoren des hauseigenen Types LJ465Q3-1AE2 sowie des ebenfalls aus eigener Produktion stammenden GA465QEB. Beide hatten einen Hubraum von 1051 cm³ und boten eine Leistung von 38,5 kW. Die Höchstgeschwindigkeit lag bei 120 km/h. 
2012 wurde der Modellname in Xingwang geändert. Außerhalb Chinas war das Modell als Way CL und Way L bekannt. 
Spätestens mit der Einstellung der Marke Gonow 2016 wurde auch dieses Modell eingestellt.